# 1924-es Copa América
Az 1924-es Dél-amerikai Válogatottak Bajnoksága a 8. dél-amerikai kontinenstorna volt. Uruguay rendezte, és meg is nyerte.

## Résztvevők
Eredetileg öt csapat vett volna részt a tornán:
- Argentína
- Brazília
- Chile
- Paraguay
- Uruguay

Brazília visszalépett.

## Eredmények
A négy részt vevő válogatott egy csoportban, körmérkőzéses formában mérkőzött meg egymással. A csoport élén végzett csapat nyerte meg a kontinensviadalt.

### Mérkőzések
| 1924. október 12. |

| Argentína | 0–0 | Paraguay |
| --------- | --- | -------- |
|           |     |          |

| Parque Central, Montevideo Nézőszám: 12 000 Játékvezető: Angel Minoli (uruguayi) |

| 1924. október 19. |

| Uruguay                                    | 5–0   | Chile |
| ------------------------------------------ | ----- | ----- |
| Petrone 40' 53' 88' Zingone 73' Romano 78' | (1–0) |       |

| Parque Central, Montevideo Nézőszám: 15 000 Játékvezető: Eduardo Jara (paraguayi) |

| 1924. október 25. |

| Argentína           | 2–0   | Chile |
| ------------------- | ----- | ----- |
| Sosa 5' Loyarte 78' | (1–0) |       |

| Parque Central, Montevideo Nézőszám: 15 000 Játékvezető: Angel Minoli (uruguayi) |

| 1924. október 26. |

| Uruguay                        | 3–1   | Paraguay  |
| ------------------------------ | ----- | --------- |
| Petrone 28' Cea 66' Romano 83' | (1–1) | Rivas 77' |

| Parque Central, Montevideo Nézőszám: 14 000 Játékvezető: Alberto Parodi (chilei) |

| 1924. november 1. |

| Paraguay                   | 3–1   | Chile          |
| -------------------------- | ----- | -------------- |
| I. López 15' 52' Rivas 33' | (0–0) | D. Arellano 6' |

| Parque Central, Montevideo Nézőszám: 1 000 Játékvezető: Servando Pérez (argentin) |

| 1924. november 2. |

| Uruguay | 0–0 | Argentína |
| ------- | --- | --------- |
|         |     |           |

| Parque Central, Montevideo Nézőszám: 20 000 Játékvezető: Carlos Fanta (chilei) |

### Végeredmény
A hazai csapat eltérő háttérszínnel kiemelve.
| Helyezés | Nemzet    | M | Gy | D | V | G+ | G– | Gk | P |
| -------- | --------- | - | -- | - | - | -- | -- | -- | - |
| Arany    | Uruguay   | 3 | 2  | 1 | 0 | 8  | 1  | +7 | 5 |
| Ezüst    | Argentína | 3 | 1  | 2 | 0 | 2  | 0  | +2 | 4 |
| Bronz    | Paraguay  | 3 | 1  | 1 | 1 | 4  | 4  | 0  | 3 |
| 4.       | Chile     | 3 | 0  | 0 | 3 | 1  | 10 | –9 | 0 |

| Az 1924-es Dél-amerikai Válogatottak Bajnoksága győztese |
| -------------------------------------------------------- |
| URUGUAY 5. cím                                           |

### Gólszerzők
| 4 gólos - Pedro Petrone 2 gólos - Ildefonso López - Gerardo Rivas - Angel Romano | 1 gólos - Gabino Sosa - Juan Loyarte - David Arellano - José Cea - Pedro Zingone |

## Külső hivatkozások
- 1924 South American Championship